# Lu'lu' al-Kabir
Abu Muhammad Lu'lu', llamado al-Kabir («el Viejo») y al-Jarrahi al-Sayfi («[sirviente] de los ŷarrahíes y Sayf al-Dawla»), fue un esclavo militar (ghulam) del Emirato hamdánida de Alepo. Bajo el gobierno de Sa'd al-Dawla, ascendió hasta convertirse en chambelán del Emirato y, a la muerte de Sa'd al-Dawla en 991, fue nombrado tutor de su hijo y sucesor, Sa'id al-Dawla. El capaz Lu'lu' pronto se convirtió en el gobernante de facto del Emirato, y aseguró su posición casando a su hija con el joven emir. Su perseverancia y la ayuda del emperador bizantino Basilio II preservaron a Alepo de repetidos intentos fatimíes de conquistarla. Tras la muerte de Sa'id al-Dawla en 1002, posiblemente envenenado por Lu'lu', se convirtió en gobernante del Emirato, desheredando a los hijos de Sa'id al-Dawla. Gobernó con sabiduría hasta su muerte en 1008 o 1009. Le sucedió su hijo, Mansur, que logró retener el trono hasta su destitución en 1015 o 1016.

## Primeros años y ascenso al poder
Aunque no está registrado en ninguna fuente histórica, sus nisba de «al-Jarrahi al-Sayfi» sugieren que Lu'lu' fue inicialmente un sirviente de los ŷarrahíes de Palestina, antes de servir al gobernante hamdánida de Alepo, Sayf al-Dawla, bajo el cual se le atestigua en una expedición contra Mopsuestia en 965. Su nombre, que significa «perla», era típico de los apodos que a menudo se daban a los soldados esclavos y sirvientes (ghulam) en el mundo musulmán contemporáneo. Según el historiador Fukuzo Amabe, Lu'lu' en realidad parece haber sido un mawla (protegido) de cierto ghulam de Sayf al-Dawla llamado Hajraj. Además, Amabe afirma que la identificación del historiador Marius Canard de Hajraj con los jarráhidas «parece ser un error».
Bajo el sucesor de Sayf al-Dawla, Sa'd al-Dawla, Lu'lu' ascendió hasta convertirse en chambelán (háyib), cargo que ocupaba en el momento de la muerte de Sa'd al-Dawla en 991. En su lecho de muerte, el gobernante Hamdanid le confió la administración de su propio hijo, Abu'l-Fada'il. Lu'lu' de hecho aseguró la sucesión de Abu'l-Fada'il, más conocido como Sa'id al-Dawla, y ayudó a salvar su vida poco después de su ascenso, cuando el aventurero Bakjur intentó apoderarse de Alepo. Pronto, fortaleció su propia posición al casar a su propia hija con el joven emir y llegó a ejercer el gobierno efectivo del estado. Muchos de sus rivales, resentidos por su poder, desertaron tras la muerte de Sa'd al-Dawla y se pasaron a los fatimíes, quienes ahora reanudaron sus ataques contra Alepo. Como escribe Canard, «la historia del reinado de [Sa'id al-Dawla] es casi exclusivamente la de los intentos del Egipto fatimí de ganar el emirato de Alepo, a los que se opuso el emperador bizantino».

## Entre Bizancio y el Egipto fatimí
Animado por los desertores hamdánidas, el califa fatimí al-Aziz lanzó un primer ataque en 992, bajo el mando del gobernador de Damasco, el general turco Manjutakin. El general fatimí invadió el emirato, derrotó a una fuerza bizantina al mando del dux de Antioquía, Miguel Burtzes, en junio de 992, y sitió Alepo. Sin embargo, no logró proseguir el asedio con vigor y la ciudad pudo resistir fácilmente hasta que, en la primavera de 993, después de trece meses de campaña, Manjutakin se vio obligado a regresar a Damasco debido a la falta de suministros. En la primavera de 994, Manjutakin lanzó otra invasión, derrotó nuevamente a Burtzes en la batalla del Orontes, tomó Homs, Apamea, Shaizar y sitió Alepo durante once meses. El bloqueo fue mucho más eficaz esta vez y pronto provocó una grave falta de alimentos, por lo que Sa'id al-Dawla sugirió la rendición. Fue la determinación de Lu'lu' lo que permitió a los defensores de la ciudad resistir hasta la repentina llegada del emperador bizantino Basilio II a Siria en abril de 995. Basilio, que había estado haciendo campaña en Bulgaria, había respondido a la petición de ayuda de los hamdánidas y cruzó Asia Menor en sólo dieciséis días al frente de un ejército de trece mil hombres. Su repentina llegada provocó pánico en el ejército fatimí, y Manjutakin quemó su campamento y se retiró a Damasco sin luchar.
Sa'id al-Dawla y Lu'lu' se postraron personalmente ante el emperador como señal de gratitud y sumisión, y él, a su vez, liberó al Emirato de su obligación de pagar un tributo anual. Sin embargo, el interés de Basilio en Siria era limitado y, después de una breve campaña que vio un ataque fallido a Trípoli, regresó a Constantinopla. Al-Aziz, por otro lado, se preparó ahora para una guerra total con los bizantinos, pero sus preparativos se vieron truncados por su muerte en octubre de 996. La contienda bizantino-fatimí sobre Siria, sin embargo, continuó con éxitos alternos. En 995, Lu'lu' llegó a un acuerdo con al-Aziz y lo reconoció como califa, y durante unos años creció la influencia fatimí sobre Alepo. En 996, el gobernador de Maarrat al-Nu'man se rebeló y se vio obligado a huir a los fatimíes. En 998 Lu'lu' y Sa'id al-Dawla intentaron apoderarse de la fortaleza de Apamea, pero fueron frustrados por el nuevo dux bizantino, Damián Dalaseno. La derrota y muerte de Dalaseno en una batalla con los beduinos poco después provocó otra intervención de Basilio en el año siguiente, que estabilizó la situación y fortaleció la seguridad de Alepo contra el ataque fatimí al colocar una guarnición bizantina en Shaizar. El conflicto terminó con otro tratado en 1001 y la conclusión de una tregua de diez años.

## Gobernante de Alepo
En enero de 1002, Sa'id al-Dawla murió, aunque según una tradición registrada por Ibn al-Adim, fue envenenado a instancias de Lu'lu'. Junto con su hijo Mansur, Lu'lu' asumió ahora poder directo sobre Alepo, al principio como guardianes ostensibles sobre los hijos de Sa'id al-Dawla, Abu'l-Hasan Ali y Abu'l-Ma'ali Sharif, hasta que, en 1003 o 1004, los exilió a Egipto. Según Yaqut al-Hamawi, Lu'lu' al-Kabir arruinó la «celebre fortaleza» de Kafr Rumah cuando conquistó Alepo en 393 (1003).
Como emir de Alepo, Lu'lu' era un gobernante capaz, recordado por su sabiduría y justicia. También logró mantener el equilibrio entre Bizancio y los fatimíes: aunque reconoció la soberanía fatimí, siguió rindiendo homenaje a Bizancio y encarceló al aventurero al-Asfar, que soñaba con lanzar la yihad contra el Imperio Bizantino. Lu'lu' murió en 1008 o 1009 y fue sucedido por su hijo Mansur. Mansur era impopular, enfrentó varios desafíos a su gobierno por parte de facciones y tribus rivales y rápidamente quedó subordinado a los fatimíes. Al final, fue depuesto por un levantamiento popular en 1015 o 1016 y obligado a buscar refugio en territorio bizantino.
Según Marius Canard, «Lu'lu'» presenta la imagen de un esclavo (ghulam) que, gracias a su energía y a su capacidad, y favorecido por los acontecimientos exteriores, consigue elevarse a una posición de supremacía sobre un emirato de importancia secundaria. Se podría decir que prefigura en los siglos V/XI lo que varios de los mamelucos de Egipto llegarían a ser a mayor escala.